# Nic ve zlým
Nic ve zlým (v originále Futur Drei nebo Wir) je německý hraný film z roku 2020, který režíroval Faraz Shariat podle vlastního scénáře. Snímek měl světovou premiéru 23. února 2020 na Mezinárodním filmovém festivalu v Berlíně, kde získal cenu Teddy Award.

## Děj
Parvis je synem Íránců, kteří přišli před mnoha lety do Německa. Žije se svými rodiči v Hildesheimu. Po krádeži v obchodě musí vykonat 120 sociálních hodin. Je přidělen jako překladatel v azylovém domě pro uprchlíky. Zde se seznamuje s íránským uprchlíkem Amonem a jeho sestrou Banafshe, kteří zde čekají na povolení k pobytu. Banafshe si všimne, že se jejímu bratrovi Parvis líbí a trochu napomůže, aby se sblížili. Banafshe je zamítnuta žádost o azyl a hrozí jí deportace. Parvis proto ji a jejího bratra odveze z města.

## Obsazení
| Benjamin Radjaipour | Parvis           |
| Eidin Jalali        | Amon             |
| Banafshe Hourmazdi  | Banafshe         |
| Hadi Khanjanpour    | Ahmed            |
| Paul Lux            | Julian           |
| Sevil Mokhtare      | paní Mahrvanová  |
| Abak Safaei-Rad     | Maretta          |
| Mashid Shariat      | Parvisova matka  |
| Nasser Shariat      | Parvisův otec    |
| Jürgen Vogel        | Jan              |
| Armin Warhedi       | Rasul            |
| Maryam Zaree        | Parvisova sestra |

## Ocenění
- Deutscher Schauspielpreis – nominace pro nejslibnějšího herce (Benjamin Radjaipour)
- Festival Internacional de Cine en Guadalajara – nominace v kategorii nejlepší hraný film, cena poroty v sekci Premio Maguey (Faraz Shariat)
- Filmkunstmesse Leipzig – cena Gilde v kategorii nejlepší film pro mládež
- First Steps Award – nejlepší celovečerní film (Faraz Shariat), nejlepší Bestes Ensemble mit dem Götz-George-Nachwuchspreis (Banafshe Hourmazdi, Eidin Jalali a Benjamin Radjaipour)
- Berlinale – nominace v kategorii nejlepší filmový debut, Teddy Award pro nejlepší celovečerní film
- Molodist International Film Festival – nominace do soutěže, speciální cena poroty v sekci Sunny Bunny (Faraz Shariat)
- Outfest Los Angeles – nejlepší scénář (Faraz Shariat a Paulina Lorenz)
- Preis der deutschen Filmkritik – nominace v kategoriích nejlepší filmový debut (Faraz Shariat), nejlepší herec (Benjamin Radjaipour) a nejlepší filmová hudba (Jan Günther, Jakob Hüffell a Säye Skye)
- Toronto LGBTQ Film Festival Inside Out – nejlepší filmový debut (Faraz Shariat)